# Мятеж в провинции Шаба (1977)
Мятеж в провинции Шаба (1977) (англ. Shaba I) — вооружённый конфликт в заирской юго-восточной провинции Шаба (Катанга) в марте-мае 1977 года. Инициирован Фронтом национального освобождения Конго (FNLC) — группировкой бывших катангских жандармов, выступивших под левыми лозунгами при ангольской поддержке против режима Мобуту. Вторжение FNLC было отбито при решающем участии марокканских войск.

## Мятежная эмиграция Катанги
Богатая полезными ископаемыми провинция Катанга — в 1971—1997 называлась Шаба — традиционно являлась проблемным регионом Конго-Заира. Ещё в начале 1960-х здесь развилось сильное сепаратистское движение во главе с Моизом Чомбе. После поражения Чомбе в 1967 году несколько тысяч катангских жандармов отступили в Анголу. Под эгидой португальских колониальных властей 18 июня 1968 они создали свою организацию — Фронт национального освобождения Конго (FNLC, также «Верные» и «Тигры Катанги»). Укомплектованный этническими лунда FNLC включился в ангольскую колониальную войну на стороне Португалии. При этом сложилось так, что противниками FNLC являлись партизаны консервативного ФНЛА, а не марксистского МПЛА.
В середине 1970-х катангцы участвовали в ангольской гражданской войне на стороне МПЛА. Они признали установленный марксистский режим и (несмотря на происхождение от структуры Чомбе) приняли левую риторику. Между МПЛА и FNLC было заключено соглашения о взаимной помощи. Во главе FNLC стоял Натаниэль Мбумба. Агостиньо Нето использовал FNLC в противостоянии с враждебным режимом Мобуту, правившим в соседнем Заире.

## Анголо-Заирское противостояние

### Заирская позиция
Мобуту являлся одним из главных союзников Запада на Африканском континенте. Наиболее тесные связи поддерживались с Бельгией, США и Францией. С середины 1970-х обозначилось преимущественное сближение Киншасы с Парижем. Особые доверительные отношения установились у Мобуту с Валери Жискар д’Эстеном.
Заир играл важную роль в противостоянии просоветскому марксистскому режиму МПЛА, установившемуся в Анголе в 1975 году. Мобуту длительное время сотрудничал с Холденом Роберто, предоставлял ФНЛА плацдармы на заирской территории.
Экономическое значение Заира определялось запасами кобальта, меди, промышленных алмазов. Основная горнодобыча концентрировалась в Шабе и велась американскими и западноевропейскими компаниями.

### Ангольская позиция
Ангольский режим воспринимал Заир как враждебную силу. FNLC являлся своеобразным «зеркальным отражением» ФНЛА. Уже в 1976, сразу после завершения первого этапа гражданской войны, ангольское правительство согласовало договорённости с катангской вооружённой эмиграцией. FNLC обращался за помощью не только к ангольским, но и к кубинским властям. Однако кубинские представители в Анголе не доверяли бывшим жандармам Чомбе (даже произносившим левые фразы) и дистанцировались от их военной активности.

## Наступление мятежников

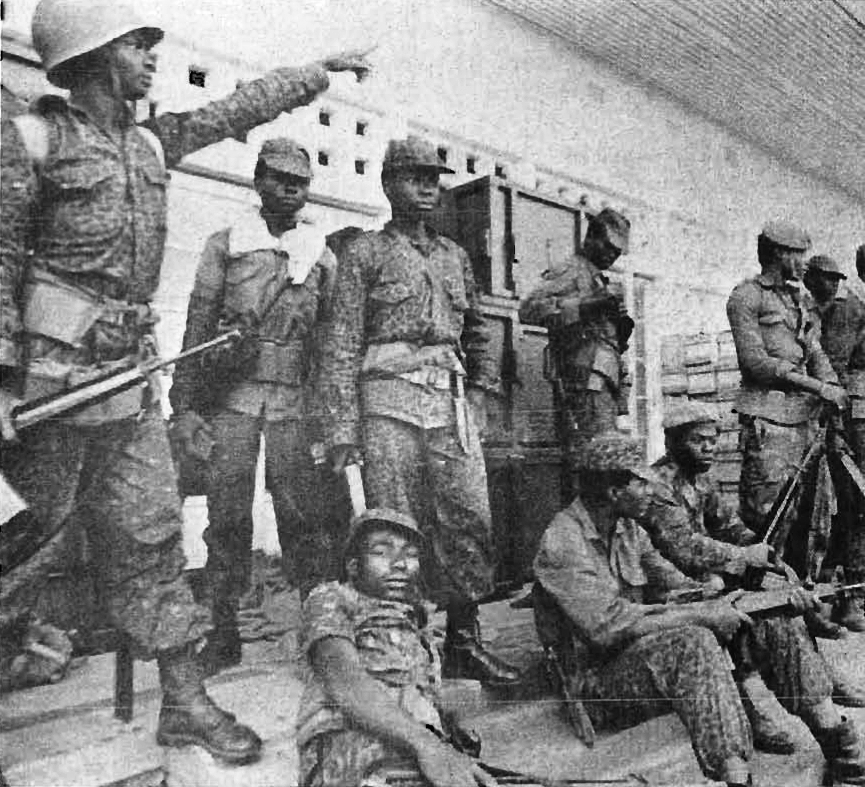
Заирские солдаты в Шабе, 1977 г.

Вторжение FNLC в Шабу началось 8 марта 1977 года. Несколько тысяч боевиков на велосипедах пересекли анголо-заирскую границу. Первые несколько суток их продвижение шло практически беспрепятственно.
10 марта Мобуту объявил о захвате «ангольскими наёмниками» нескольких городов Шабы. Он обвинил Кубу в причастности к вторжению.
Действия заирской правительственной армии были малоэффективны. Попытки контратак не приносили успеха. Население Шабы, крайне недовольное политикой Мобуту, в целом благожелательно отнеслось к мятежникам. В то же время народного восстания, на которое рассчитывали FNLC и МПЛА не произошло, активной массовой поддержки не наблюдалось. Большинство старалось избегать насилия и придерживалось нейтралитета.
Первое крупное боестолкновение произошло 18 марта близ Касаджи и закончилось полной победой FNLC. 25 марта мятежники заняли железнодорожный узел Мутшатша. Возникла угроза для Лубумбаши (административного центра Шабы) и Колвези (города, ключевого в хозяйственном отношении). Из Колвези началась эвакуации американских и европейских промышленных специалистов.
FNLC объявил о формировании администрации в Шабе и распределении социальной помощи. Началось распространение удостоверений личности граждан «Демократической Республики Конго». Эти меры усилили поддержку населения.
Мобуту созвал на стадионе в Киншасе митинг в свою поддержку, но мероприятие не вызвало никакого энтузиазма. Наблюдателям бросалась в глаза его малочисленность и явная принудительность.
Военным ответом правительства стали воздушные бомбардировки контролируемых мятежниками территорий. Заир объявил о разрыве дипломатических отношений с Кубой и СССР. Мобуту обратился за военной помощью к своим американским и западноевропейским союзникам.

## Реакция извне

### Ограниченное вмешательство: США
Американская администрация Джимми Картера не была благосклонна к режиму Мобуту из-за нарушений прав человека. Кроме того, Вашингтон не усматривал прямого вмешательства со стороны «соцлагеря». Поэтому США воздержались от оказания военной помощи, ограничившись предоставлением медикаментов и средств связи в относительно скромном объёме, эквивалентном 2 млн долларов. Впоследствии была сформулирована программа финансовой помощи Заиру через наращивание закупок кобальта и меди. В общей сложности ассигнования для заирской армии должны были составить 15-30 млн долларов.
Представитель США в ООН Эндрю Янг заявил, что американская администрация не намерена «впадать в паранойю от коммунистической угрозы в Африке». Мобуту выразил глубокое разочарование от позиции США.

Если вы решили сдать Африку по частям грандиозному советско-кубинскому проекту, имейте откровенность признаться в этом своим друзьям.

Мобуту Сесе Секо

Более активно действовали частные лица и правые организации США. Была начата вербовка наёмников для войны на стороне Мобуту. Однако память о процессе в Луанде и печальной судьбе Дэниэла Фрэнсиса Герхарта была ещё очень свежа.
Госдепартамент США зондировал почву на предмет политического урегулирования. Посредническая роль была предложена правительству Нигерии. Президент Обасанджо дал согласие, но потребовал отказа от снабжения воюющих сторон оружием.
В то же время Бельгия и Франция предоставили военные материалы правительству Заира. Крупная партия вооружений поступила для Мобуту из Китая — маоистская КНР поддерживала в Африке не столько прокоммунистические, сколько антисоветские силы.
Гуманитарную помощь на сумму 2 млн долларов предоставила Заиру ФРГ.
Отдельную проблемы составляли финансово-кредитные отношения Заира с группой из 98 банков. В конце 1976 этот пул подготовил программу помощи Заиру в размере 250 млн долларов на условиях жёсткой экономии. Однако начало мятежа привело к замораживанию кредитной программы.

### Активное вмешательство: «Клуб Сафари»
По мере развития наступления FNLC в мире нарастала обеспокоенность. В США её рупором выступал бывший государственный секретарь Генри Киссинджер:

Каковы бы ни были детали текущего вторжения в Заир, нападение произошло из страны, правительство которой установлено советским оружием и войсками советского сателлита. Это не могло произойти и не может продолжаться без молчаливого согласия СССР.

Правительство КНР характеризовало происходящее как «начало нового периода военно-политической агрессии Советского Союза в Африке».
В авангарде отпора выступили страны, разведывательные органы которых входили в неформальный антикоммунистический «Клуб Сафари» — созданный в 1976 году в ответ на ангольские события: Франция, Египет, Марокко, Саудовская Аравия, Иран. Основную военную поддержку режиму Мобуту оказал король Марокко Хасан II во взаимодействии с президентом Египта Анваром Садатом.
7 апреля 1977 в Рабате было объявлено о направлении в Заир марокканского экспедиционного корпуса. Через день 1500 марокканских солдат были переброшены в Колвези французской военно-транспортной авиацией. ВВС Египта предоставили лётчиков и технический персонал. Франция также выделила вооружённым силам Заира дополнительные боевые самолёты и вертолёты.
Операция против FNLC де-факто приобрела международный характер. Во главе марокканского экспедиционного корпуса стоял генерал Хамид Лаанигри, французским военным персоналом командовал полковник Ив Гра. Финансирование операции взяла на себя саудовская сторона. Поскольку на первом плане в боевых действиях выступали правительственные войска Заира и корпус из Марокко, ситуация производила впечатление межафриканской военной взаимопомощи. Символическую поддержку Мобуту оказал президент Уганды Иди Амин, посетивший Заир.

Мы не заняли определённой позиции по действиям одного африканского государства в ответ на просьбы о помощи от другого африканского государства. Дела Африки должны разрешаться самими африканцами.

Джимми Картер

В связи с этим американская администрация проявляла недовольство французским участием в событиях.

## Контрнаступление Мобуту

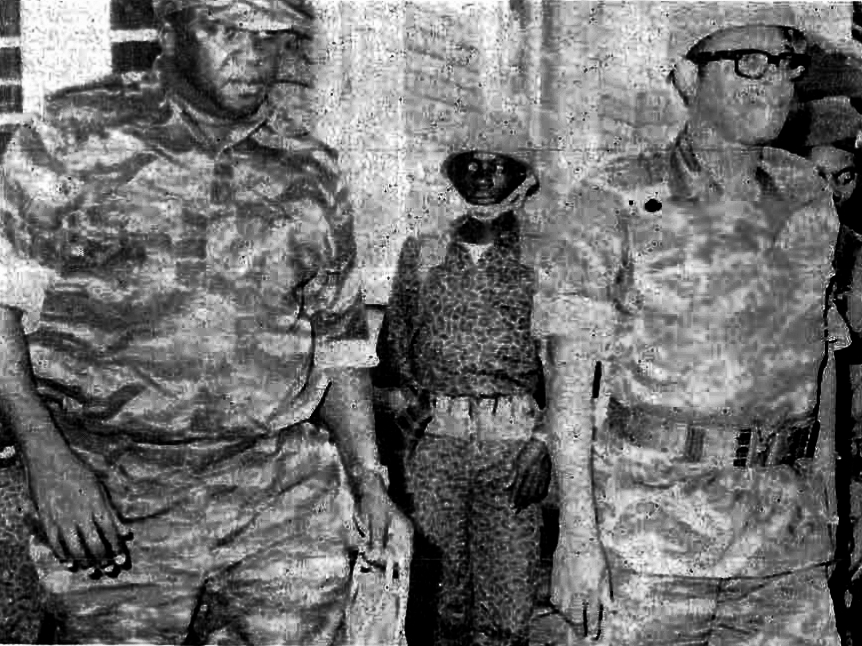
Встреча Иди Амина и Мобуту Сесе Секо во время конфликта в Шабе

Прибытие марокканцев резко изменило соотношение сил. Хорошо обученные, вооружённые и дисциплинированные войска с компетентным командованием не оставляли шанса иррегулярным формированиям. Правительственная сторона начала контрнаступление.
Новая ситуация заставила FNLC активизировать контакты с мировой прессой. Руководители мятежников осудили иностранное вмешательство и обвинили Францию в преследовании корыстных экономических интересов в Заире. В поддержку мятежа, с осуждением внешнего вмешательства выступил Жан Чомбе-младший, сын катангского лидера 1960-х Моиза Чомбе. Он заверил также, что Ангола, Куба и СССР не оказывают военной помощи FNLC. Было направлено обращение FNLC к «дружественному французскому народу» с призывом повлиять на своё правительство и заставить его отказаться от поддержки «коррумпированного режима Мобуту».
Президент Жискар д’Эстен ответил, что военное вмешательство Франции имеет целью защиту дружественного государства от агрессии извне.
14 апреля в Колвези прибыл марокканский генерал Ахмед Длими, принадлежащий к ближайшему окружению Хасана II. Прошло усиленное комплектование заирской армии — вербовалась люмпенская молодёжь в городах, крестьянские сыновья и даже пигмеи-лучники. С середины апреля развернулось комбинированное заирско-марокканское наступление на позиции FNLC. Мобуту снова провёл митинг на стадионе, обрушился с критикой на СССР и Кубу и приказал выдать 60 тысяч долларов на улучшение солдатских пайков (в частности, на снабжение кока-колой). После этого он вылетел в Колвези, где была организована торжественная встреча с национальными танцами.
25 апреля марокканские и правительственные войска отбили Мутшатшу. Мобуту провёл в городе военный парад и выступил перед журналистами, заявив, что продолжит борьбу против советской экспансии в Африке. В тот же день МВФ анонсировал выделение Заиру кредита в 85 млн долларов и призвал банковую группу возобновить программу с предоставлением 250 млн.
Наступление марокканских и правительственных войск усиливалось. Периодически совершались эксцессы. Правительственные войска были склонны к расправам и грабежам. Марокканцы соблюдали дисциплину (единственный известный случай насилия над мирным населением закончился расстрелом трёх марокканских солдат по приговору военного трибунала). 21 мая Мобуту объявил о взятии города Дилоло. Пять дней спустя была взята Капанга — последний населённый пункт, контролировавшийся FNLC. К концу мая отряды FNLC были вытеснены из Заира на ангольскую территорию.

## Последствия
Несмотря на конечное поражение, FNLC сумел сохранить свою организационную структуру и даже обзавестись агентурой в Шабе.
Правительство Мобуту развернуло в Шабе этническую чистку и террор в отношении народности лунда. Результатом стало бегство в Анголу примерно 60 тысяч человек.
Очевидная слабость правительственной армии вынудила заирские власти приступить к подобию военной реформы. Главной проблемой была коррупция, хищения, присвоение денежного содержания солдат чинами некомпетентного командования. Власти провели несколько показательных процессов, сопровождавшихся смертными приговорами. Однако в ряде случаев вскоре последовали помилования, а иногда даже повышения в должности. Были заключены контракты с американскими, французскими и бельгийскими инструкторами.
Реальным итогом реформы стало включение генерального штаба в состав президентской администрации и присвоение Мобуту должности начальника генштаба (в дополнение к титулу верховного главнокомандующего и посту министра обороны). Воинские части, ранее сконцентрированные близ Киншасы, рассредоточились по стране. Армейский персонал сократился на четверть.
Мятеж в Шабе способствовал повышению международно-политической значимости Мобуту. Заир стал рассматриваться как важный антикоммунистический форпост в Африке, Мобуту — как ценный союзник на «прифронтовом рубеже». Между Киншасой и Парижем утвердились особые отношения военно-политического сотрудничества.
Показала высокую эффективность структура «Клуба Сафари», сумевшего организовать скоординированный отпор. Возросла роль Египта и Марокко в глобальной Холодной войне. Особенно укрепились авторитет и позиции Анвара Садата.
Год спустя, в мае 1978 года, FLNC предпринял новое вторжение в Шабу. Мятеж 1978 носил более скоротечный и более кровопролитный характер. Правительственные войска вновь показали недееспособность, но быстрый разгром FNLC осуществили парашютисты французского Иностранного легиона.